# Mbarali (Distrikt)
Mbarali ist ein Distrikt der Region Mbeya im Südwesten von Tansania. Er grenzt im Norden und im Osten an die Region Iringa, im Süden an die Region Njombe, im Südwesten an den Distrikt Mbeya und im Westen an den Distrikt Chunya.

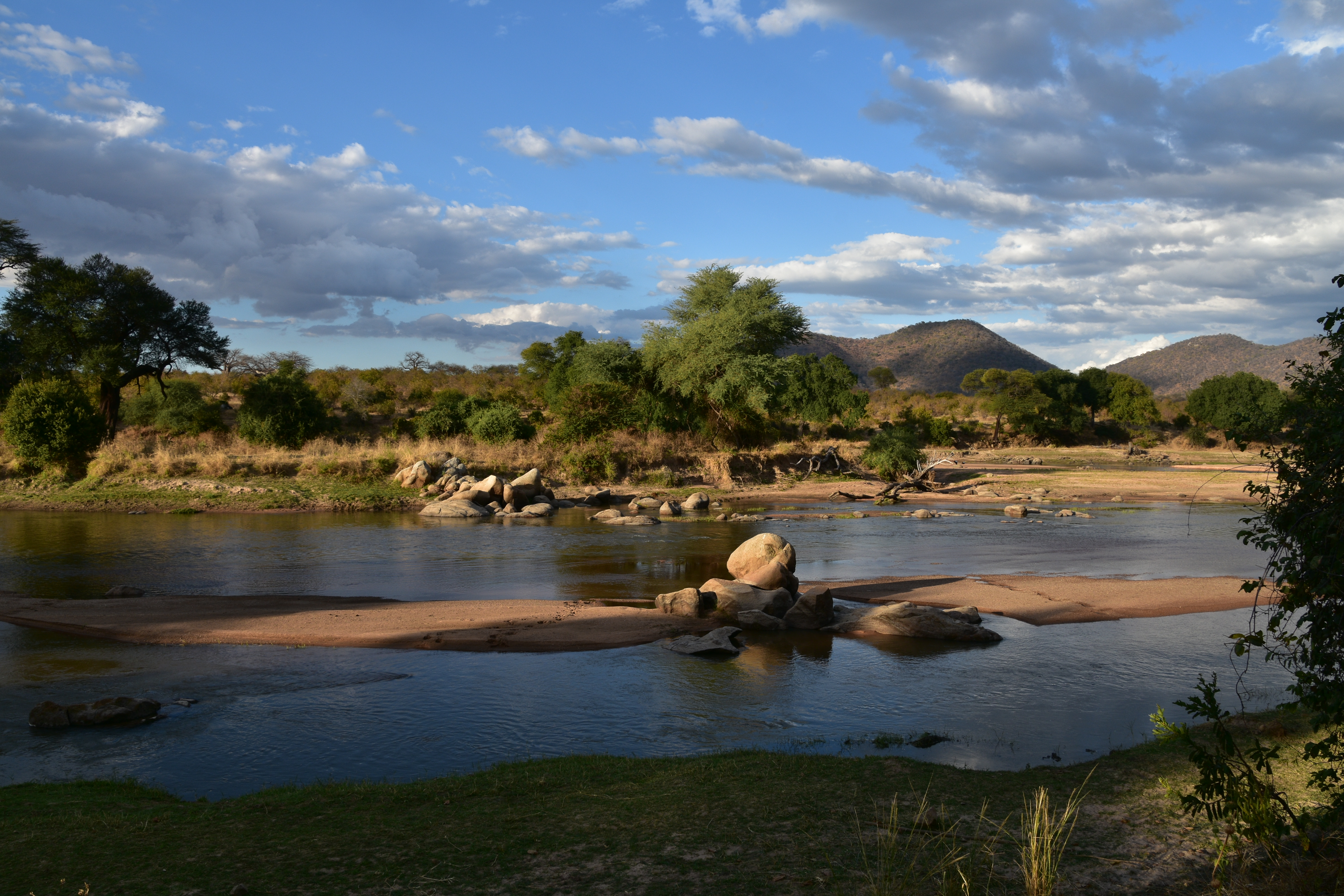
Der Fluss Ruaha im Ruaha-Nationalpark

## Geographie
Der Distrikt hat eine Fläche von 16.632 Quadratkilometer und 446.336 Einwohner (Volkszählung 2012). Den Großteil des Landes umfasst die Usangu-Ebene, die rund 1000 Meter über dem Meer liegt. Im Süden wird das Land von den Poroto-Bergen begrenzt, im Westen steigt die Ebene steil zum Mbeya-Range auf über 2000 Meter an. Der größte Fluss ist der Ruaha, ein Nebenfluss des Rufiji, der in den Indischen Ozean mündet.
Im Distrikt herrscht lokales Steppenklima, BSh nach der effektiven Klimaklassifikation. Es gibt zwei Jahreszeiten. Die Trockenzeit dauert von Mai bis November, in der Regenzeit von Dezember bis April fallen 300 bis 940 Millimeter Regen. Die Durchschnittstemperatur liegt zwischen 25 und 30 Grad Celsius, wobei der November der wärmste und der Juli der kühlste Monat ist.

## Geschichte
Der Distrikt wurde im Jahr 2000 gegründet.

## Verwaltungsgliederung
Mbarali wird in zwanzig Bezirke (Wards) gegliedert (Stand 2022):
- Luhanga
- Madibira
- Mawindi
- Ihahi
- Mapogoro
- Chimala
- Utengule Usangu
- Ruiwa
- Mahongole
- Ubaruku
- Igurusi
- Kongolo
- Mwatenga
- Imalilo Songwe
- Igava
- Ipwani
- Itamboleo
- Miyombweni
- Rujewa
- Lugelele

| Die größten ethnischen Gruppen in Mbarali sind die Sangu, Hehe, Wakinga, Bena und Nyakusa. Im Jahr 2012 sprachen rund sechzig Prozent der Über-Fünfjährigen Swahili, acht Prozent Swahili und Englisch. Knapp über dreißig Prozent waren Analphabeten. Bevölkerungswachstum: \| Volkszählung \| Einwohner \| \| ------------ \| --------- \| \| 1988 \| 153.182 \| \| 2002 \| 234.101 \| \| 2012 \| 300.517 \| \| 2022 \| 446.336 \| - Bildung: Im Jahr 2019 wurden 52.000 Grundschüler von 1.200 Lehrern unterrichtet. Auf einen Lehrer kamen somit 44 Schüler. - Gesundheit: Für die medizinische Versorgung der Bevölkerung gibt es ein Krankenhaus, sechs Gesundheitszentren und vierzig Apotheken. | Hier fehlt eine Grafik, die leider im Moment aus technischen Gründen nicht angezeigt werden kann. Wir arbeiten daran! |
| Volkszählung | Einwohner |
| 1988 | 153.182 |
| 2002 | 234.101 |
| 2012 | 300.517 |
| 2022 | 446.336 |

| - Landwirtschaft: Über achtzig Prozent der Bevölkerung leben von der Landwirtschaft. Zur Selbstversorgung werden Reis, Mais, Süßkartoffeln, Maniok, Bohnen und Sorghum angebaut, für den Verkauf bestimmt sind Reis, Sonnenblumen, Erdnüsse und Gemüse. Von den 70.000 Haushalten im Distrikt hielten im Jahr 2012 mehr als ein Drittel Haustiere. Die am häufigsten gehaltenen Tiere waren Hühner und Rinder. - Straßen: Die wichtigste Straße ist die Nationalstraße T1 von Mbeya nach Iringa, die durch den Süden des Distriktes verläuft. Insgesamt gibt es 1300 Kilometer Straßen in gutem Zustand, wovon 300 Kilometer vom Staat und 1000 Kilometer vom Distrikt erhalten werden. Weitere 100 Kilometer sind Schotterstraßen und 450 Kilometer Naturstraßen, die ebenfalls in der Verantwortung des Distriktes liegen. | Hier fehlt eine Grafik, die leider im Moment aus technischen Gründen nicht angezeigt werden kann. Wir arbeiten daran! |

## Politik
In Mbarali wird alle fünf Jahre ein Distriktrat (District council) gewählt. Der Vorsitzende des Distriktrates ist Francis Mtega (Stand 2020).[veraltet]

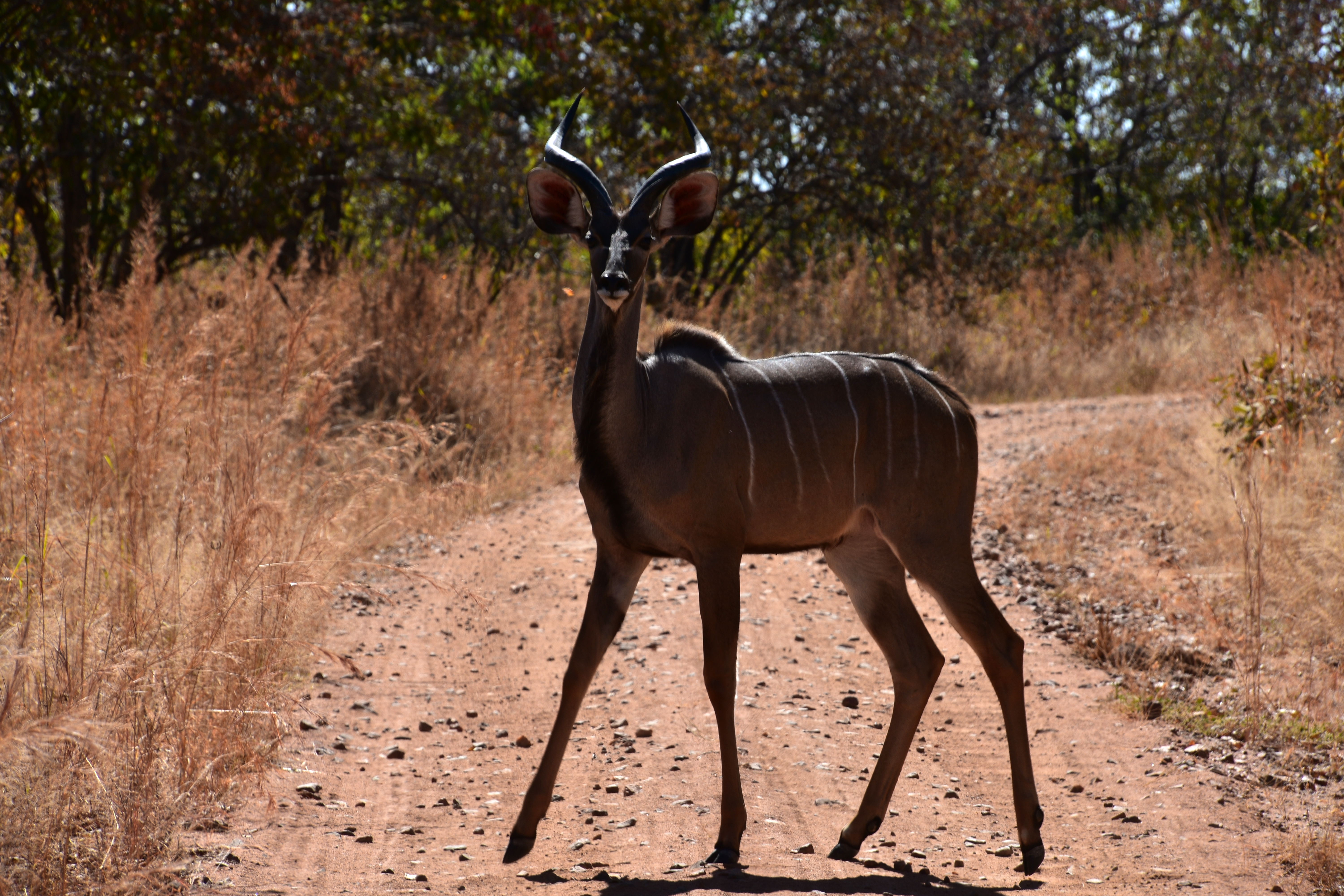
Kudu im Ruaha-Nationalpark.

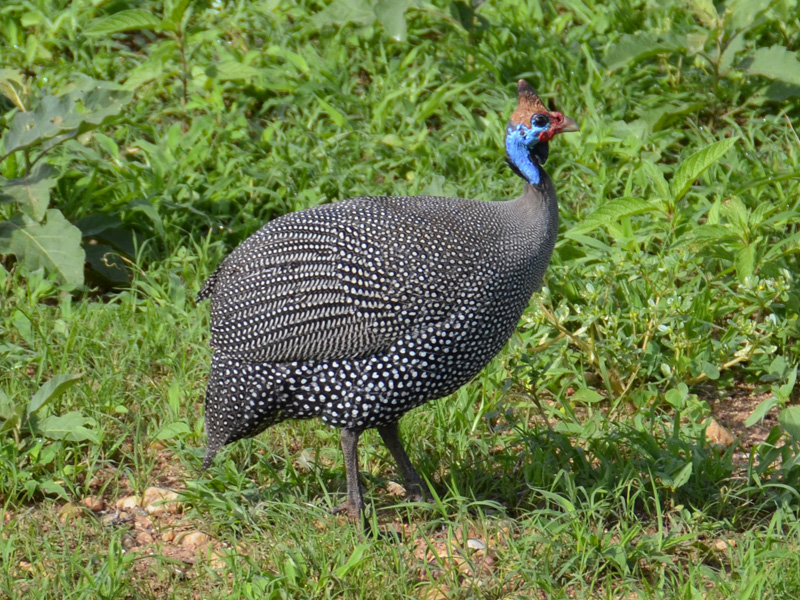
Perlhuhn im Ruaha-Nationalpark.

## Sehenswürdigkeiten
- Ruaha-Nationalpark: Mbarali hat Anteil am 20.300 Quadratkilometer großen Ruaha-Nationalpark.[15] Ein Naturschutzgebiet wurde bereits 1910 eingerichtet, im Jahr 1964 wurde es zum Nationalpark erklärt. Im Park leben über 500 Vogelarten, außerdem hat er eine hohe Dichte an Elefanten sowie Bestände von Kudus, Rappen- und Pferdeantilopen.[16]